# Штявницькі гори
Штя́вницькі го́ри (словац. Stiavnické vrchy) — гірський масив в Словаччині, частина Західних Карпат.
Масив простягається із північного сходу на південний захід, між долиною річки Грон на півночі й заході та масивом Явор'є на сході. На півночі переходить у масив Ж'яр. Найвища точка — гора Сітно (1009 м).
До складу входять Годрушські пагорби.

## Гідрографія
Протікають
- Бабінський потік.[1]
- Вайсов потік
- Рибницький потік[2].
- Сухий потік[3]
- Улічка[4]
- Чайковський потік[5]

## Визначні пам'ятки
- Місто Банська Штявниця
- Замок Світла Антон
- Руїни замку Жакил
- Руїни замку Шашов
- Руїни замку Ситно
- Озеро Почувадло
- Штявницьке озеро
- Термальні джерела Склене Теплиці
- Кам'яне море у Вигнях
- Дендрарій Кісігібел
- Гірськолижні центри

## Галерея

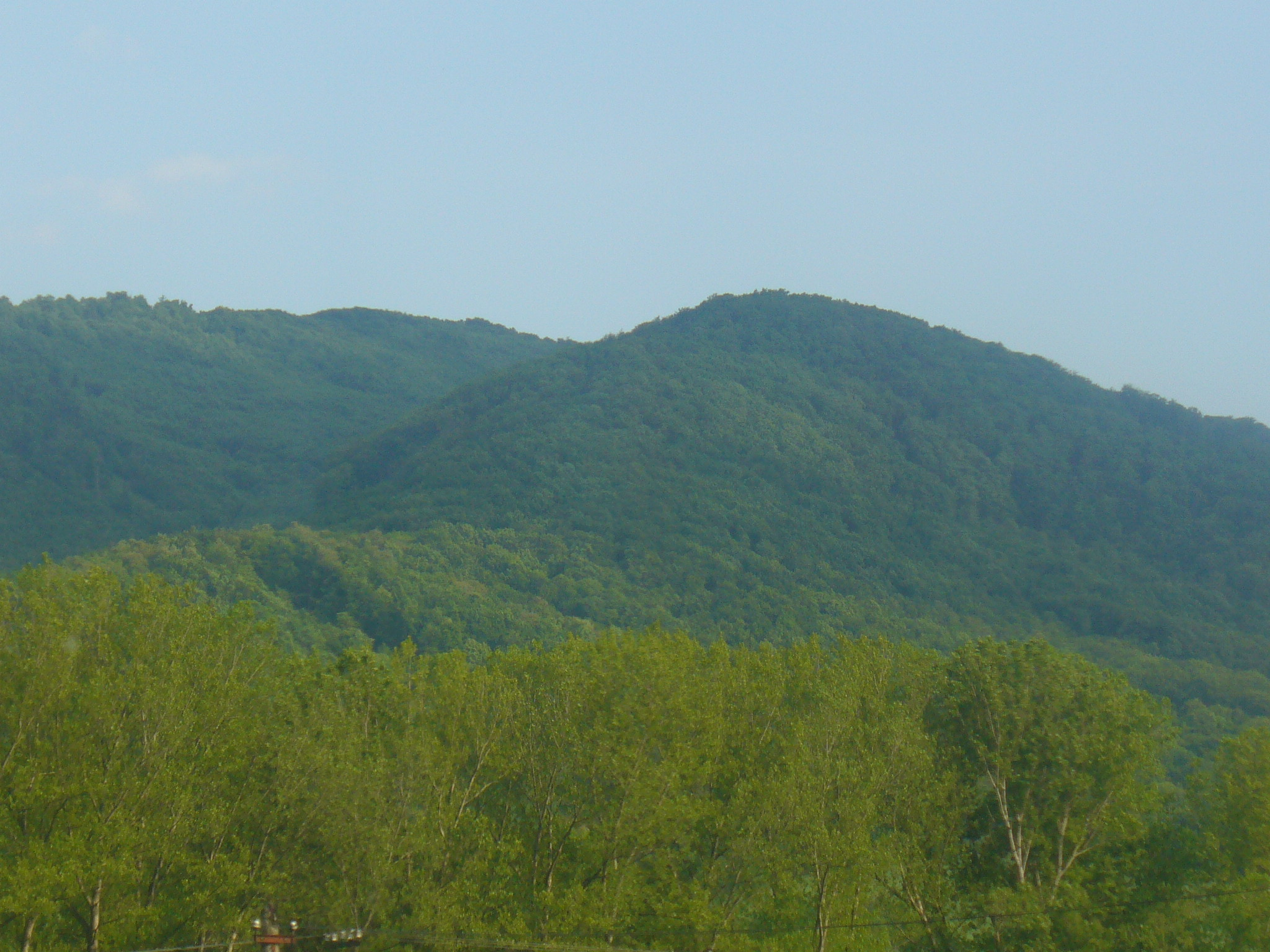
Штявницькі гори